# بخش د کرونل سوارز
بخش د کرونل سوارز (به اسپانیایی: Partido de Coronel Suárez) یک منطقهٔ مسکونی در آرژانتین است که در استان بوئنوس آیرس واقع شده‌است. بخش د کرونل سوارز ۶٬۰۰۰ کیلومتر مربع مساحت و ۳۶٬۸۲۸ نفر جمعیت دارد.